# Star Wars: Il potere della Forza
Star Wars: Il potere della Forza (Star Wars: The Force Unleashed) è un videogioco di tipo avventura dinamica prodotto dalla LucasArts. Ambientato nell'Universo espanso di Guerre stellari, sviluppato per PlayStation 2, PlayStation 3, Wii, Xbox 360, Microsoft Windows, iOS, telefoni cellulari, N-Gage, Nintendo DS e PlayStation Portable.
Il gioco venne pubblicato in Nord America il 16 settembre 2008, in Australia e Sud-Est asiatico il 17 settembre e in Europa il 19 settembre. La LucasArts pubblicò dei contenuti scaricabili per le console PlayStation 3 e Xbox 360. Una Ultimate Sith Edition del gioco, che include tutti i contenuti pubblicati in precedenza insieme ad altri nuovi, venne distribuita nel novembre 2009 anche per Mac OS e Microsoft Windows.
Il progetto, nell'Universo espanso, fa da ponte tra le due trilogie cinematografiche di Guerre stellari, agendo come "origin story" sia per l'Alleanza Ribelle che per la Guerra Civile Galattica descritte nella trilogia originale. Il gioco introduce un nuovo protagonista, "Starkiller", come apprendista segreto di Dart Fener, che ha il compito di andare a caccia di Jedi uccidendo indistintamente ribelli e imperiali per nascondere la sua esistenza all'Imperatore, ma comincia ben presto a passare lentamente al Lato Chiaro della Forza.
Recensioni offrirono un'accoglienza discordante, lodando Il potere della Forza per la sua storia avvincente, la fisica robusta, l'arte imponente e la colonna sonora, ma anche citando il gameplay frustrante. Nonostante questo, il gioco fu un best seller negli Stati Uniti e in Australia, con oltre un milione di copie vendute nel suo mese di debutto. A febbraio 2010 il gioco aveva venduto più di sette milioni di copie, ed è il videogioco di Guerre stellari più venduto. Un sequel, Star Wars: Il potere della Forza II, è stato pubblicato nell'ottobre 2010.

## Trama
Poco dopo gli eventi di Star Wars: Episodio III - La vendetta dei Sith, il malvagio Dart Fener è inviato dall'Imperatore Palpatine a distruggere un Jedi scampato alla sua Grande Purga Jedi che si nasconde sul pianeta degli Wookiee, Kashyyyk. Il potere della Forza inizia con il giocatore che controlla Dart Fener mentre cerca il Jedi su Kashyyyk. Dopo aver sconfitto il Jedi in battaglia, Fener scopre un bambino nel quale la Forza è potente, e lo cresce come suo apprendista, all'insaputa dell'Imperatore, per diversi anni. Quando l'apprendista (conosciuto nel gioco come "Starkiller", e che il giocatore ora controlla) raggiunge l'età adulta, Fener lo manda ad uccidere tre Jedi rimasti (Rahm Kota, Kazdan Paratus e Shaak Ti) come addestramento per il suo obiettivo finale: assassinare l'Imperatore cosicché Fener e Starkiller possano governare la galassia insieme.
Tuttavia, l'Imperatore scopre l'esistenza di Starkiller e costringe Fener a uccidere l'apprendista; Fener scaglia Starkiller nello spazio, ma invia segretamente dei droidi per recuperarlo e rianimarlo. Fener manda il suo apprendista per promuovere una ribellione tra coloro che resistono all'Impero, distraendo l'Imperatore in modo che Fener possa fare la sua mossa. Irrompendo in varie strutture imperiali, Starkiller salva la pilota della Rogue Shadow Juno Eclipse, il maestro Jedi Rahm Kota (scampato al suo precedente duello), la principessa Leila Organa e suo padre, il senatore Bail Organa. Starkiller apprende da Kota la via dei Jedi, in definitiva risparmiando l'apprendista Jedi Maris Brood che aveva ceduto alla corruzione del Lato Oscuro dopo che Starkiller aveva ucciso la sua maestra Shaak Ti. Starkiller viaggia tra le missioni a bordo della Rogue Shadow, con il cui equipaggio sviluppa uno stretto rapporto.
I senatori Organa, Mon Mothma e Garm Bel Iblis si incontrano per pianificare una ribellione contro l'Impero, ma vengono interrotti quando Dart Fener arresta loro e Kota. Fener attacca Starkiller e gli rivela che non serviva allo scopo di rovesciare l'Imperatore; fin dall'inizio, egli era lo strumento dell'Imperatore per esporre i suoi nemici, e i piani di Fener per rovesciare l'Imperatore non includono Starkiller. Sopravvivendo all'attacco di Fener, Starkiller usa la Forza per accertare la posizione dei senatori e di Kota: la Morte Nera. All'interno della stazione, Starkiller duella con Dart Fener. Kota tenta di combattere l'Imperatore, ma viene sconfitto.

### Scelta del finale
A questo punto, il giocatore può scegliere se vendicarsi di Fener o se salvare Kota dall'Imperatore Palpatine:
- Nel finale "Jedi": dopo la battaglia finale contro l'Imperatore Palpatine, Kota impedisce a Starkiller di infliggere il colpo di grazia al tiranno perché ciò significherebbe farsi corrompere nuovamente dal Lato Oscuro. L'Imperatore tuttavia aveva solo finto di essere battuto e reagisce usando i Fulmini di Forza su Kota. Starkiller riesce, seppur a costo della vita, a contrastare l'attacco di Palpatine consentendo ai suoi alleati di decollare a bordo della Rogue Shadow. L'Imperatore e Fener osservano il cadavere di Starkiller, preoccupati che possa diventare un martire ed ispirare la neonata Alleanza Ribelle. Il senatore Organa e gli altri decidono di procedere con la loro ribellione e Leila decide di utilizzare lo stemma di famiglia di Starkiller come simbolo della ribellione. All'esterno, Juno parla a Kota, il quale le dice che tra i pensieri oscuri di Starkiller, Juno stessa era un barlume di luce a cui si era sempre aggrappato fino alla sua morte. Questo è il finale all'epoca considerato canonico, ora facente parte del Legends.[8]
- Nel finale "Sith": il giocatore sconfigge il redivivo Fener, uccidendolo. L'Imperatore offre a Starkiller il ruolo che fu di Fener, chiedendo però che il nuovo apprendista dimostri la sua fedeltà uccidendo Kota. Starkiller invece attacca l'Imperatore, il quale reagisce attraendo a sé la Rogue Shadow ed usandola per schiacciare l'avversario (presumibilmente uccidendo tutti i suoi alleati). La storia si conclude con il corpo martoriato di Starkiller, al quale vengono impiantati degli innesti cibernetici e un'armatura, in modo che possa servire come assassino dell'Imperatore Palpatine finché egli non troverà un nuovo apprendista. Il contenuto scaricabile Infinities espande questo finale.[9]

## Personaggi
- Starkiller: Dart Fener trovò il suo apprendista su Kashyyyk, rapendolo dopo averne ucciso il padre, anch'egli uno Jedi. Fener impiegò anni ad addestrare personalmente Galen nelle tecniche Sith, con prove fisiche al limite della tortura e incoraggiandolo ad abbandonarsi all'odio e alle altre passioni. Notando i suoi progressi nelle vie della Forza, Fener iniziò a mettere alla prova l'apprendista assegnandogli missioni segrete contro i suoi nemici giurati, dandogli il nome in codice Starkiller. Dopo aver completato tutte queste prove, il Signore Oscuro gli diede un nuovo incarico: dare la caccia agli ultimi Jedi della galassia.
- Dart Fener: Anakin Skywalker, antagonista principale della saga cinematografica era destinato a essere il Prescelto (il Jedi che avrebbe dovuto sconfiggere tutti i Sith e liberare la Galassia da essi). All'inizio di Episodio III ebbe degli incubi sulla moglie Padmé: la vedeva morire durante il parto di suo figlio. Palpatine gli fece credere di essere il solo che poteva aiutarlo. Quando Mace Windu cercò di sconfiggere Darth Sidious Anakin gli tagliò la mano e Windu volò giù dalla vetrata infranta. Sidious lo nominò Dart Fener e il suo primo compito fu quello di annientare tutti i Jedi, compreso Obi-Wan. Su Mustafar, Padmé cercò di farlo ragionare ma Anakin non volle, e la strozzò con la Forza facendola svenire. Su Mustafar ci fu l'ultimo scontro tra Obi-Wan e il suo ex-apprendista. Ma alla fine Obi- Wan lo fece cadere in un fiume di lava e si bruciò. Venne ritrovato dall'Imperatore e portato nel laboratorio scientifico imperiale, dove le sue parti mancanti come braccia e piedi vennero lentamente ricostruite artificialmente, fu dotato di un'armatura, respiratore artificiale e maschera neri. Quando seppe che Padmé era morta, fece a pezzi tutti i droidi presenti e gettò un urlo disperato; da allora vaga per la galassia alla ricerca degli ultimi Jedi sopravvissuti, in particolar modo del suo ex maestro e amico Obi Wan, per potersi vendicare.
- Palpatine: Darth Sidious fu nominato Cancelliere già nell'Episodio I, con il nome Palpatine. In questo arco di tempo soggiogò tutta la galassia in suo favore e avvicinò Anakin al lato oscuro. In pieno svolgimento delle Guerre dei Cloni Palpatine emanò l'ordine 66, e tutti i Jedi furono sorpresi e uccisi. Trasformando la Repubblica nel primo Impero Galattico, si autonominò suo Imperatore. Ora, insieme all'apprendista Dart Fener, uccide gli ultimi Jedi rimasti.
- Juno Eclipse: originaria di Corulag (un mondo del Nucleo) decise di frequentare l'Accademia Imperiale e unirsi all'Impero, per guadagnarsi la stima e il rispetto del padre. Studentessa modello e abile pilota, Juno svolse numerose missioni di combattimento nell'Orlo Esterno: i suoi successi e le sue imprese attirarono l'attenzione di Dart Fener che la scelse per guidare un bombardamento contro gli insorti di Gallos. Durante questo assalto devastante Juno si rese conto dell'impossibilità dei nativi di difendersi e dell'imminente massacro che si sarebbe provocato, ma nonostante cominciasse a nutrire dubbi sulla natura dell'Impero, obbedì ugualmente agli ordini per non compromettere la sua carriera. Il pilota fu ricompensata con un incarico speciale da parte del braccio destro dell'imperatore: avrebbe dovuto pilotare la nave di uno dei suoi agenti chiamato con il nome in codice Starkiller. Secondo Rahm Kota è stata lei la scintilla di luce a cui Galen si è aggrappato fino alla fine.
- PROXY: è un olodroide sperimentale che da molti anni accompagna l'apprendista e ne mette alla prova le abilità: infatti è stato programmato per ucciderlo, assumendo la forma e le abilità di vari nemici (tra cui i Jedi del passato). Su Corellia, si sacrificherà per salvare la vita di Galen.
- Generale Rahm Kota: prima di entrare a far parte dell'ordine Jedi, Kota si era già confrontato con la realtà della guerra, combattendo nella guerra civile che stava distruggendo il suo mondo natale. Quando la Repubblica invia il maestro Mace Windu a negoziare una soluzione pacifica tra le varie fazioni in lotta, Kota allora diciottenne, stringe una buona amicizia con lo Jedi e decide di seguirlo a Coruscant per essere addestrato nelle vie della Forza. Quando scoppiarono le Guerre dei Cloni, Kota non esitò a scendere in campo e partecipò a diverse battaglie fino a guadagnarsi il grado di generale. Kota aveva subito manifestato dubbi e perplessità sui cloni, non ritenendoli idonei a combattere e per questo motivo se ne sbarazzò sostituendoli con una milizia di soldati scelti. Quando Palpatine emanò l'ordine 66, nessun clone poteva uccidere Kota che riuscì così a salvarsi e a sparire insieme ai suoi uomini. Kota infine divenne un alleato di Bail Organa che gli forniva informazioni sugli obiettivi da colpire per cercare d'indebolire l'Impero.
- Kazdan Paratus: secondo jedi sfuggito all'Ordine 66 che Starkiller affronterà, ha il suo rifugio su Raxus Prime. Qui ha ricostruito una copia del Tempio Jedi e coi suoi poteri ha creato dei guerrieri, costituiti da rottami metallici, composti anche da dosi di Forza, il che li rendono dei nemici temibili (e insensibili per esempio alla tecnica della Spinta della Forza). Poiché non in perfette condizioni di salute, Kazdan ha costruito per sé una sorta di imbracatura sulla schiena, dotata di quattro arti meccanici sottili (simili a zampe di ragno) che ne migliorano a dismisura i movimenti. Gli arti meccanici infatti fungono sia da gambe che da braccia aggiuntive, in base al volere di Kazdan (sovente Kazdan assume la posa di un ragno e nel muoversi ricorda molto quel tipo d'insetto). La sua arma jedi non è la classica spada-laser, ma una lancia-laser che Kazdan impugna sia con le mani originarie che, talvolta, anche con gli arti meccanici. Nonostante la sua determinazione, Kazdan verrà annientato da Starkiller e in punto di morte si scuserà coi maestri jedi per aver fallito, dopodiché scomparirà in una vampata di Forza.
- Shaak Ti: una dei pochi membri Jedi ancora sopravvissuti, Shaak Ti si è rifugiata su Felucia; accolta dai Feluciani, è diventata una sorta di maestra per gli abitanti e per la sua nuova apprendista, Maris Brood, su cui affida le speranze della continuità dell'Ordine Jedi.
- Maris Brood: è l'apprendista di Shaak Ti; quando ancora era una bambina assistette allo sterminio dell'ordine Jedi e fu costretta assieme alla sua maestra a nascondersi su Felucia. Per questo motivo odia profondamente Dart Fener e spera un giorno di potersi vendicare di lui e dei suoi crimini. Maris utilizza un tipo particolare di spada laser: due spade laser corte, montate sulla struttura di una coppia di tonfa.

## Cast
Star Wars: Il potere della Forza vanta di essere uno di quei titoli di videogiochi in cui i personaggi sono creati in base a lineamenti fisici di attori che sono prestati per interpretarli virtualmente; di sotto il cast completo del gioco:
- Sam Witwer interpreta e doppia il protagonista Starkiller, attore che ha raggiunto la notorietà negli ultimi anni per aver interpretato il villan Davis Bloom alias Doomsday nella celebre serie televisiva americana Smallville e anche per il ruolo di Crashdown in Battlestar Galactica.
- Matt Sloan, attore e doppiatore, ha già lavorato per diversi titoli della LucasArts in passato, in questo capitolo ha prestato i movimenti fisici e doppiato Dart Fener.
- Nathalie Cox, attrice e modella, tra i lavori più interessanti possiamo citare la partecipazione nel film Mr. Nice (2010) di Bernard Rose dove ha interpretato la parte de La ragazza dell'oppio. Nel 2009 ha inoltre lavorato con Stuart Hazeldine per la realizzazione del film Exam dove ha interpretato la parte di La bionda. In questo gioco interpreta e doppia la bella pilota imperiale Juno Eclipse.
- Cully Fredricksen interpreta e doppia il generale Jedi Ramh Kota, tra i lavori più interessanti possiamo citare la partecipazione nel film Nightmare - Nuovo incubo (1994) di Wes Craven dove ha interpretato la parte del guidatore della limousine.
- Adrienne Wilkinson è un'attrice, doppiatrice e produttrice cinematografica statunitense. Ha lavorato in più di 40 videogiochi diversi, film d'animazione e pubblicità e ha dato la propria voce e lineamenti fisici al personaggio di Maris Brood.
- David Collins, doppiatore soprattutto di spot televisivi americani, ha prestato la sua voce e movimenti fisici per il droide PROXY.
- Jimmy Smits, già noto per aver interpretato il senatore Bail Organa pure nei due prequel della nuova trilogia Star Wars: Episodio II - L'attacco dei cloni e Star Wars: Episodio III - La vendetta dei Sith è ritornato a reinterpretarlo virtualmente e a doppiarlo.

## Sviluppo
Il gioco è stato ideato dalla LucasArts, la Pixelux Entertainment e la NaturalMotion Ltd. La Pixelux Entertainment ha la capacità di rendere quasi reali le reazioni degli oggetti e degli sfondi in base all'intensità e all'oggetto che gli si scaglierà contro.
La Natural Motion ha invece sviluppato una tecnologia in grado di riprodurre le espressioni del viso degli attori che prestano la voce ai personaggi, nei visi dei personaggi stessi, ottenendo una grafica pressoché realistica. Inoltre è dotato dell'Euphoria Engine, già utilizzato in GTA IV, capace di rendere ogni movimento del corpo reale.
Secondo i creatori il videogioco «Non riempie semplicemente i vuoti, ma aggiunge una nuova dimensione alla saga. Sarà epocale.».

## Differenze tra versione per next-gen e old-gen
La versione next-gen del gioco vale a dire per PlayStation 3, Xbox 360 e Microsoft Windows si differenzia su alcuni aspetti del gioco in fatto di trama rispetto alla versione old-gen, vale a dire per PlayStation 2, PSP, Nintendo Wii e Nintendo Switch:
- Il primo livello di gioco (nel quale si utilizza Dart Fener su Kashyyyk) è un tutorial per imparare i comandi base del gioco; una volta terminato non sarà più possibile rigiocare il livello, mentre sulla old-gen sì.
- Nella versione old-gen, in diversi momenti della trama, sono presenti cinque livelli bonus nel tempio Jedi con altrettanti boss, incluso uno in cui si affronta Kento Marek, il padre del protagonista. Nessuno di questi livelli è presente nella versione next-gen, ma un nuovo livello ambientato nel tempio Jedi è stato aggiunto come DLC.
- Nella versione old-gen, prima di affrontare Kazdan Paratus su Raxus Prime, si incontra un boss locale che solo dopo essere stato sconfitto rivelerà al giocatore dove trovare il Jedi. Nella next-generation questa parte non esiste.
- Nella versione next-gen è presente un livello extra tra la prima visita a Felucia (quarto livello del gioco) ed il nuovo incontro col Generale Rahm Kota. Questo livello vede Starkiller cercare di liberare Juno dalla nave medica Empirical, sulla quale Dart Fener ha portato il protagonista dopo aver finto di eliminarlo. Nelle altre versioni del gioco, tutto ciò è ridotto ad una semplice cutscene.
- Nella versione next-gen, il giocatore rincontra il generale Rahm Kota ubriaco in un bar sulla città delle nuvole a Bespin, mentre nella old-gen si trova sempre in un bar ma su Nar Shaddaa.
- Nella versione per Nintendo DS e nella next-gen è presente una scena che ha luogo dopo la fuga del protagonista dalla nave medica sulla quale Dart Fener lo ha risvegliato: questa scena introduce la figura del Capitano Ozzik Sturn, che guida l'occupazione imperiale del pianeta Kashyyyk; quest' ultimo sarà un boss da affrontare durante la seconda visita al pianeta dei Wookiee. Inoltre, nelle versioni in cui non è presente questa scena, il Capitano Sturn sarà il boss finale del livello e lo scontro sarà necessario per liberare la Principessa Leila; il Capitano sarà, invece, un mid-boss in tutte le altre versioni, in cui la liberazione della Principessa è legata ad una sottotrama relativa alla distruzione della piattaforma che regola il trasporto di schiavi Wookiee dal pianeta. Questa sottotrama è assente nelle versioni per PSP, PS2, Nintendo Wii e Nintendo Switch.
- Nella versione next-gen, durante la seconda visita a Raxus Prime, PROXY interrompe la strada di Starkiller per lanciargli un'ultima sfida, e il giocatore affronta uno scontro simulato con Darth Maul, non presente nella versione old-gen. Tuttavia, solo nella versione per Nintendo DS è presente una sottotrama legata al Nucleo che controlla la processazione dei rifiuti sul pianeta: questa intelligenza artificiale assume una propria coscienza e corrompe PROXY, obbligandolo ad attaccare il protagonista nel tentativo di impedirgli di distruggere il cantiere imperiale al quale il Nucleo è collegato.
- Nella versione old-gen (ma non nella versione per Nintendo DS), Rahm Kota organizza un incontro con il senatore Garm Bel Iblis su Bespin: questi però viene catturato da Chop'aa Notimo, un criminale mandaloriano, e il suo scagnozzo gungan Kleef. Sulla next-gen questa parte non esiste.

## Pubblicazione
Il videogioco è stato commercializzato il 16 settembre 2008 negli Stati Uniti, il 17 settembre in Europa e in Australia e il 19 settembre in Italia. Il gioco ha venduto 1.5 milioni di copie in una settimana divenendo uno dei titoli di maggior successo della serie di Guerre stellari. Nel febbraio del 2009 il produttore ha dichiarato di aver venduto 5.7 milioni di copie.
Durante i VideoGamesAwards 2009 è stato annunciato da LucasArts il seguito di questo gioco; l'uscita è prevista per il 26 ottobre 2010.

## Ultimate Sith edition
In merito al successo dell'edizione originale, LucasArts ha prodotto un'edizione per collezionisti solo per PlayStation 3, Xbox 360, PC Windows e macOS dal titolo Ultimate Sith edition uscita in commercio il 6 novembre 2009 che contiene, oltre alla trama originale del gioco, tre livelli d'estensione grazie ai DLC. Questi tre livelli aggiuntivi sono stati distribuiti a pagamento sui corrispettivi servizi online delle due console PSN e Xbox Live, per i possessori dell'edizione originale del gioco. Questa edizione riprende il finale "Sith", della versione originale. Siccome ha scelto di uccidere Dart Fener, Starkiller è stato catturato dall'Imperatore, che lo ha trasformato in un suo sicario che deve compiere ciò che lui ha fatto nei film della trilogia originale. Tra i tre livelli solo uno dei due non è ambientato dopo il finale cattivo ed è: 
- Il livello Tempio Jedi che consiste nel recarsi su Coruscant, presso Tempio dei Jedi, ormai in rovina, e scoprire di più sulle origini del protagonista.

Mentre gli altri due ambientati dopo il finale cattivo sono rispettivamente: 
- Il livello di Tatooine è ambientato durante gli eventi del quarto film. Starkiller si recherà sul pianeta desertico, andando prima di tutto al palazzo di Jabba the Hutt per avere informazioni su dove si nasconde il Jedi Obi-Wan Kenobi con il fine di eliminarlo.
- Il livello di Hoth ambientato sta volta durante il quinto film Starkiller si ritrova a cercare la base ribelle e trovare proprio il figlio del suo ex-maestro Fener, ovvero Luke Skywalker, per sconfiggerlo definitivamente.

## Accoglienza
| Testata         | Versione | Giudizio |
| --------------- | -------- | -------- |
| Play Generation | PS3      | 83/100   |

La rivista Play Generation lo classificò come il sesto miglior gioco d'azione del 2008. La stessa testata diede alla versione per PlayStation 3 un punteggio di 83/100, trovandolo un gioco d'azione che esaltava lo stile di combattimento Jedi e la grandezza dell'universo di Guerre stellari ma con il difetto della breve longevità.